# Sävsjö, Västergötland
Sävsjö är en sjö i Marks kommun i Västergötland och ingår i Viskans huvudavrinningsområde. Sjön har en area på 0,454 kvadratkilometer och ligger 117,1 meter över havet.

## Delavrinningsområde
Sävsjö ingår i det delavrinningsområde (636802-131880) som SMHI kallar för Inloppet i Öjasjön. Medelhöjden är 167 meter över havet och ytan är 50,98 kvadratkilometer. Räknas de 2 avrinningsområdena uppströms in blir den ackumulerade arean 121,67 kvadratkilometer. Slottsån (Torestorpsån) som avvattnar avrinningsområdet har biflödesordning 2, vilket innebär att vattnet flödar genom totalt 2 vattendrag innan det når havet efter 70 kilometer. Avrinningsområdet består mestadels av skog (70 %) och jordbruk (11 %). Avrinningsområdet har 1,48 kvadratkilometer vattenytor vilket ger det en sjöprocent på 2,9 %. Bebyggelsen i området täcker en yta av 0,46 kvadratkilometer eller 1 % av avrinningsområdet.